# Colossus (lớp tàu sân bay)
Lớp tàu sân bay Colossus bao gồm những tàu sân bay hạng nhẹ được Hải quân Hoàng gia Anh chế tạo trong Chiến tranh Thế giới thứ hai. Mười sáu chiếc đã được vạch kế hoạch, nhưng chỉ có mười chiếc được hoàn tất, và không có chiếc nào từng tham gia tác chiến trong Thế Chiến II. Tuy nhiên, một số đã từng phục vụ trong Chiến tranh Triều Tiên, và nhiều chiếc đã được chuyển cho hải quân các nước trong Khối Thịnh Vượng Chung hay thân hữu, mà cuộc đời phục vụ kéo dài đến tận cuối những năm 1990.

## Thiết kế
Việc hai chiếc tàu chiến Prince of Wales và Repulse bị máy bay đặt căn cứ trên đất liền đánh chìm vào tháng 12 năm 1941 đã vạch ra sự mong manh của những tàu chiến chủ lực không được không quân hỗ trợ đối với các cuộc không kích, và cho thấy nhu cầu cấp bách phải mở rộng không lực hạm đội.
Vào lúc bắt đầu chiến tranh, Hải quân Hoàng gia sử dụng cả hai kiểu tàu sân bay hạm đội và tàu sân bay hộ tống. Tuy nhiên, những chiếc tàu sân bay hộ tống được chỉ được thiết kế thuần túy để bảo vệ các đoàn tàu vận tải, nên ít có tác dụng trong vai trò tấn công. Tốc độ chậm và kích cỡ nhỏ khiến cho chúng không thể sử dụng các kiểu máy bay tiêm kích hiện đại tính năng cao. Mặt khác, những chiếc tàu sân bay hạm đội đắt tiền đang bị thiếu hụt, và việc chế tạo chúng mất nhiều thời gian. Việc cải biến các tàu buôn một thời từng được cân nhắc đến, nhưng bị hủy bỏ do nhu cầu cao của các con tàu vận tải.
Lớp Colossus xuất hiện như là một giải pháp hiện thực cho vấn đề thiếu hụt trầm trọng tàu sân bay chiến đấu. Chúng dựa trên thiết kế của lớp Illustrious, nhưng được thu nhỏ kích thước, và được dự định để sẵn sàng trong vòng hai năm. Để thúc đẩy việc chế tạo, thân tàu của lớp Colossus được chế tạo theo mẹ tàu thương mại cho đến sàn chứa máy bay.
Mười sáu chiếc đã được vạch kế hoạch chế tạo, nhưng chỉ có mười chiếc được hoàn tất như tàu sân bay lớp Colossus, trong đó hai chiếc Perseus và Pioneer|(R76)|Pioneer được biến đổi để hoạt động như những tàu bảo trì máy bay hơn là các nhiệm vụ chiến đấu trực tiếp. Việc chế tạo năm chiếc khác bị tạm ngưng, rồi sau đó được hoàn tất như những tàu sân bay thuộc lớp Majestic, trong khi một chiếc thứ sáu trong lớp này là chiếc Leviathan không bao giờ được hoàn tất. Cả năm chiếc trong lớp Majestic đều được bán cho hải quân các nước trong Khối Thịnh Vượng Chung hoặc đồng minh.

## Lịch sử hoạt động
Bốn chiếc đầu tiên trong lớp Colossus được hoàn tất vào tháng 12 năm 1944 và ngay lập tức được đưa sang Viễn Đông, tuy nhiên không có chiếc nào tham chiến trực tiếp trong Chiến tranh Thế giới thứ hai. Lớp Colossus không có được lớp sàn đáp bọc thép, vốn đã bảo vệ hiệu quả những chiếc trong lớp Illustrious chống lại các cuộc tấn công cảm tử kamikaze như tại Okinawa trong chiến dịch Iceberg.
Sau chiến tranh, lớp tàu này là một phương cách rẻ tiền cho sự hiện diện của Hải quân Hoàng gia tại các vùng biển. Một số chiếc đã từng phục vụ trong chiến tranh Triều Tiên. Ít tốn kém hơn khi khi hoạt động so với những chiếc tàu sân bay hạm đội, chúng lại mang được số máy bay gần tương đương. Nhiều chiếc đã được bán cho hải quân các nước ngoài, nơi mà cuộc đời phục vụ của chúng kéo dài đến tận cuối những năm 1990.

## Những chiếc trong lớp
| Tàu       | Đặt lườn             | Hạ thủy              | Hoạt động            | Số phận |
| Colossus  | 1 tháng 6 năm 1942   | 30 tháng 9 năm 1943  | 16 tháng 12 năm 1944 | Chuyển cho Hải quân Pháp năm 1946 dưới tên gọi Arromanches; ngừng hoạt động năm 1974; bị tháo dỡ năm 1978                                                                     |
| Glory     | 8 tháng 11 năm 1942  | 27 tháng 11 năm 1943 | 2 tháng 4 năm 1945   | Ngừng hoạt động năm 1956; bị tháo dỡ năm 1961 |
| Ocean     | 8 tháng 11 năm 1942  | 8 tháng 7 năm 1944   | 8 tháng 8 năm 1945   | Ngừng hoạt động năm 1960; bị tháo dỡ năm 1962 |
| Perseus   | 1 tháng 1 năm 1943   | 26 tháng 3 năm 1944  | 19 tháng 10 năm 1945 | Ngừng hoạt động năm 1957; bị tháo dỡ năm 1958 |
| Pioneer   | 2 tháng 12 năm 1942  | 20 tháng 5 năm 1944  | 8 tháng 2 năm 1945   | Ngừng hoạt động năm 1954; bị tháo dỡ năm 1954 |
| Theseus   | 1943                 | 6 tháng 7 năm 1944   | 9 tháng 2 năm 1946   | Ngừng hoạt động năm 1957; bị tháo dỡ năm 1962 |
| Triumph   | 27 tháng 1 năm 1943  | 2 tháng 10 năm 1944  | 6 tháng 5 năm 1946   | Ngừng hoạt động năm 1975; bị tháo dỡ năm 1981 |
| Venerable | 3 tháng 12 năm 1942  | tháng 12 năm 1943    | 17 tháng 1 năm 1945  | Bán cho Hà Lan năm 1948 dưới tên gọi Karel Doorman II; bán cho Argentina năm 1968 dưới tên gọi Vienticinco de Mayo; ngừng hoạt động năm 1997; được tháo dỡ tại Ấn Độ năm 2006 |
| Vengeance | 16 tháng 11 năm 1942 | 23 tháng 2 năm 1944  | 15 tháng 1 năm 1945  | Chuyển cho Australia năm 1952; bán cho Brazil năm 1956 dưới tên gọi Minas Gerais; ngừng hoạt động năm 2001; bị tháo dỡ năm tại Ấn Độ 2004.                                    |
| Warrior   | 12 tháng 12 năm 1942 | 20 tháng 5 năm 1944  | 2 tháng 4 năm 1945   | Chuyển cho Canada năm 1946; trả lại Anh năm 1948; bán cho Argentina năm 1958 dưới tên gọi ARA Independencia (V-1); ngừng hoạt động năm 1970; bị tháo dỡ năm 1971.             |